# Grand Prix moto des Nations 1960
Le Grand Prix moto des Nations, connu également sous le nom de Grand Prix d'Italie 1960 est le septième rendez-vous de la saison 1960 du championnat du monde de vitesse. Il s'est déroulé sur l'Autodromo Nazionale di Monza du 9 au 11 septembre 1960.
C'est la 38e édition du Grand Prix moto des Nations et la 12e édition comptant pour le championnat du monde.

## Classement final 500 cm³
| Pos. | Pilote              | Moto      | Temps/Écart       | Points |
| ---- | ------------------- | --------- | ----------------- | ------ |
| 1    | John Surtees        | MV Agusta | 1 h 05 min 14 s 0 | 8      |
| 2    | Emilio Mendogni     | MV Agusta | +1 min 16 s 7     | 6      |
| 3    | Mike Hailwood       | Norton    | +1 tour           | 4      |
| 4    | Paddy Driver        | Norton    | +1 tour           | 3      |
| 5    | John Hartle         | Norton    | +1 tour           | 2      |
| 6    | Jim Redman          | Norton    | +2 tours          | 1      |
| 7    | Hugh Anderson       | Norton    | +2 tours          |        |
| 8    | Jack Findlay        | Norton    | +2 tours          |        |
| 9    | Dickie Dale         | Norton    | +3 tours          |        |
| 10   | Jacques Insermini   | Norton    | +3 tours          |        |
| 11   | Lothar John         | BMW       | +3 tours          |        |
| 12   | Heinz Kauert        | Matchless | +3 tours          |        |
| 13   | Vasco Loro          | Norton    | +5 tours          |        |
| Abd. | Paolo Campanelli    | Norton    | Abandon           |        |
| Abd. | Emanuele Maugliani  | Gilera    | Abandon           |        |
| Abd. | Renzo Rossi         | Gilera    | Abandon           |        |
| Abd. | Luigi Marcelli      | Norton    | Abandon           |        |
| Abd. | Benedetto Zambotti  | Gilera    | Abandon           |        |
| Abd. | Giuseppe Dardanello | Norton    | Abandon           |        |
| Abd. | Rudolf Gläser       | Norton    | Abandon           |        |
| Abd. | Hans-Günther Jäger  | BMW       | Abandon           |        |
| Abd. | Giuseppe Mantelli   | Gilera    | Abandon           |        |
| Abd. | Remo Venturi        | MV Agusta | Abandon           |        |
| Abd. | Bob Anderson        | Norton    | Abandon           |        |
| Abd. | Alfredo Milani      | Gilera    | Abandon           |        |
| Abd. | Benedetto Zambotti  | Gilera    | Abandon           |        |
| Abd. | Martinus Van Son    | Norton    | Abandon           |        |
| Abd. | Artemio Cirelli     | Gilera    | Abandon           |        |

## Classement final 350 cm³
26 pilotes au départ
| Pos. | Pilote             | Moto      | Temps/Écart   | Points |
| ---- | ------------------ | --------- | ------------- | ------ |
| 1    | Gary Hocking       | MV Agusta | 52 min 45 s   | 8      |
| 2    | František Št'astný | Jawa      | +28 s 1       | 6      |
| 3    | John Hartle        | Norton    | +1 min 30 s 1 | 4      |
| 4    | Dickie Dale        | Norton    | +1 tour       | 3      |
| 5    | Bob Anderson       | Norton    | +1 tour       | 2      |
| 6    | Hugh Anderson      | AJS       | +1 tour       | 1      |
| 7    | Rudi Thalhammer    | Norton    | +1 tour       |        |
| 8    | Paddy Driver       | Norton    | +1 tour       |        |
| 9    | Hans Pesl          | Norton    | +1 tour       |        |
| 10   | Alfredo Milani     | Norton    | +2 tours      |        |
| 11   | Jacques Insermini  | Norton    | +2 tours      |        |
| 12   | Osvaldo Perfetti   | Bianchi   | +2 tours      |        |
| 13   | Hans Kauert        | AJS       | +2 tours      |        |
| 14   | Rudolf Gläser      | Norton    | +3 tours      |        |
| Abd. | Mike Hailwood      | Ducati    | Abandon       |        |
| Abd. | Ken Kavanagh       | Ducati    | Abandon       |        |
| Abd. | Ernesto Brambilla  | Bianchi   | Abandon       |        |
| Abd. | Gianfranco Muscio  | Bianchi   | Abandon       |        |
| Abd. | Horst Kassner      | ...       | Abandon       |        |
| Abd. | John Surtees       | MV Agusta | Abandon       |        |
| Abd. | Geoff Tanner       | Norton    | Abandon       |        |
| Abd. | ...                | ...       | Abandon       |        |

## Classement final 250 cm³
25 pilotes au départ
| Pos. | Pilote                | Moto      | Temps/Écart   | Points |
| ---- | --------------------- | --------- | ------------- | ------ |
| 1    | Carlo Ubbiali         | MV Agusta | 43 min 14 s 8 | 8      |
| 2    | Jim Redman            | Honda     | +40 s 4       | 6      |
| 3    | Ernst Degner          | MZ        | +41 s 2       | 4      |
| 4    | Kunimitsu Takahashi   | Honda     | +42 s 9       | 3      |
| 5    | Gilberto Milani       | Honda     | +1 min 16 s 8 | 2      |
| 6    | Yukio Satoh           | Honda     | +1 min 39 s 1 | 1      |
| 7    | Alberto Pagani        | Ducati    | +1 min 39 s 4 |        |
| 8    | František Št'astný    | Jawa      | +1 tour       |        |
| 9    | Horst Kassner         | NSU       | +2 tours      |        |
| 10   | John Dixon            | Adler     | +2 tours      |        |
| 11   | Alberto Gandossi      | MZ        | +3 tours      |        |
| 12   | Michael Schneider     | NSU       | +3 tours      |        |
| 13   | Xaver Heiß            | NSU       | +3 tours      |        |
| 14   | Siegfried Lohmann     | Adler     | +3 tours      |        |
| 15   | Gianemilio Marchesani | CM        | +4 tours      |        |
| Abd. | Luigi Taveri          | MV Agusta | Abandon       |        |
| Abd. | Gary Hocking          | MV Agusta | Abandon       |        |
| Abd. | John Hempleman        | MZ        | Abandon       |        |
| Abd. | Silvio Grassetti      | Benelli   | Abandon       |        |
| Abd. | Rudi Thalhammer       | NSU       | Abandon       |        |
| Abd. | Günter Beer           | Adler     | Abandon       |        |
| Abd. | Alessandro Brabetz    | Benelli   | Abandon       |        |
| Abd. | Mike Hailwood         | Ducati    | Abandon       |        |
| Abd. | Fritz Kläger          | ...       | Abandon       |        |
| Abd. | ...                   | ...       | Abandon       |        |

## Classement final 125 cm³
30 pilotes au départ
| Pos. | Pilote                | Moto       | Temps/Écart   | Points |
| ---- | --------------------- | ---------- | ------------- | ------ |
| 1    | Carlo Ubbiali         | MV Agusta  | 39 min 28 s 1 | 8      |
| 2    | Bruno Spaggiari       | MV Agusta  | +0 s 2        | 6      |
| 3    | Ernst Degner          | MZ         | +0 s 4        | 4      |
| 4    | Jim Redman            | Honda      | +36 s 9       | 3      |
| 5    | Gary Hocking          | MV Agusta  | +37 s         | 2      |
| 6    | Kunimitsu Takahashi   | Honda      | +1 min 24 s 3 | 1      |
| 7    | Yukio Satoh           | Honda      | +1 min 33 s 4 |        |
| 8    | Werner Musiol         | MZ         | +1 min 38 s 0 |        |
| 9    | Rex Avery             | EMC        | +1 min 38 s 8 |        |
| 10   | Franco Farnè          | Ducati     | +1 tour       |        |
| 11   | Gianemilio Marchesani | FB Mondial | +2 tours      |        |
| 12   | Alessandro Brabetz    | Ducati     | +2 tours      |        |
| 13   | Giuseppe Mandolini    | Ducati     | +2 tours      |        |
| 14   | Ulf Svensson          | Ducati     | +2 tours      |        |
| 15   | Zucchi                | Ducati     | +2 tours      |        |
| 16   | Roberto Patrignani    | Ducati     | +2 tours      |        |
| 17   | De Simone             | Ducati     | +2 tours      |        |
| 18   | Bert Schneider        | Rumi (en)  | +3 tours      |        |
| Abd. | John Hempleman        | MZ         | Abandon       |        |
| Abd. | Alberto Gandossi      | MZ         | Abandon       |        |
| Abd. | Vittorio Zito         | ...        | Abandon       |        |
| Abd. | Vincenzo Rippa        | ...        | Abandon       |        |
| Abd. | Francesco Villa       | Ducati     | Abandon       |        |
| Abd. | Morgia                | ...        | Abandon       |        |
| Abd. | Franco Latini         | ...        | Abandon       |        |
| Abd. | ...                   | ...        | Abandon       |        |